# Henryk Buk
Henryk Buk (* 1. August 1953 in Katowice) ist ein ehemaliger deutsch-polnischer Eishockeytorwart, der unter anderem für den ECD Iserlohn in der Bundesliga spielte.

## Karriere
In der Saison 1971/72 gehörte Henryk Buk erstmals der 1. Mannschaft des GKS Katowice aus der Ekstraklasa an, für die er elf Jahre lang spielen sollte. In den Jahren 1975 und 1980 stieg er mit dem Verein in die I liga ab, feierte jeweils ein Jahr später aber in beiden Fällen den direkten Wiederaufstieg in die höchste polnische Spielklasse. Für die polnische Nationalmannschaft kam er bei der Weltmeisterschaft 1979 in einem Spiel zum Einsatz und kassierte zwei Gegentore in gut zehn Minuten. Im November 1981 nutzte er ein Spiel seiner Mannschaft in Deutschland, um zu flüchten. Seine Eishockeykarriere setze er ab der Saison 1983/84 beim ECD Iserlohn in der Bundesliga fort. Dort war er Ersatzmann des Stammtorhüters Čestmír Fous. Nach drei Jahren beim ECD wechselte er zum ERC Ingolstadt, für den er bis 1989 in der Oberliga spielte. In den Spielzeiten 1990/91 und 1993/94 kam er in Ingolstadt zu weiteren Einsätzen, bevor er seine Karriere endgültig beendete.